# Sid Hartman
Sidney Hartman (Minneapolis, Minnesota; 15 de marzo de 1920-Ib., 18 de octubre de 2020) fue un periodista deportivo estadounidense para la Minneapolis Star Tribune y la estación radiofónica 830 AM WCCO. Por 20 años, fue también un panelista en el programa televisivo semanal Sports Show con Mike Max, el cual salía al aire los domingos por la noche a las 9:30 p. m. en WUCW 23 en el área metropolitana de Twin Cities.  Continuó escribiendo para la Star Tribune hasta su muerte a la edad de 100 años.

## Primeros años
Nació en el Hospital Maternity en Glenwood Avenue en Minneapolis, Minnesota, el 15 de marzo de 1920. Creció en una familia judía al norte de Minneapolis. Su padre, Jack Hechtman, quién nació en Rusia y emigró a los Estados Unidos a la edad de 16 años, cambiando su nombre a Hartman después de que llegó. La madre de Sid Hartman, Celia Weinberg, emigró a los Estados Unidos desde Letonia a los nueve años. Ambos padres murieron en 1972.
Jack Hartman no sabía leer ni escribir y padecía de alcoholismo. Trabajaba como conductor de camión de entrega, principalmente haciendo entregas de mobiliario. Celia Hartman era propietaria de una tienda de ropa en el lado norte de Minneapolis y también hacía el inventario del negocio de entrega de Jack Hartman. La familia se mudaba frecuentemente, viviendo primero en una casa en la Avenida Aldrich, luego a una casa en la Avenida Humboldt y más tarde en una casa en el bloque 700 de la Avenida Irving.
Hartman asistió a la escuela judía Talmud Torah desde los 10 a los 14 años, antes de matricularse en el Instituto del norte de Minneapolis. Empezó vendiendo diarios a los nueve años.En la adolescencia, desarrolló el hábito de usar cajas de periódicos, donde los clientes pagaban como una forma de confianza, dejando monedas en una caja de intercambio.
Asistió al Instituto del norte de Minneapolis pero se salió el mismo año que entró, ya que recibió un lucrativo trabajo para repartir el Minneapolis Tribune. En 1941, perdió su trabajo cuando el magnate del diario Des Moines, John Cowles Sr. compró la Compañía del Tribune. Por un breve tiempo, Hartman llegó a ser un vendedor de aspiradoras, pero la ocupación no le agradó. En su autobiografía, Hartman mencionó que él fue "el peor vendedor de aspiradoras del mundo." Después de Pearl Harbor, Hartman intentó enlistarse en el ejército de los Estados Unidos durante Segunda Guerra Mundial pero fue rechazado debido a su asma.
A inicios de los años 40s, Hartman consiguió un contacto clave con Louie Mohs, el director de circulación del Minneapolis Times. Mohs le dio el trabajo de repartir el Times por el centro de Minneapolis, por lo cual le pagó bastante bien y permitió que Hartman saliera del negocio de las aspiradoras. En 1944 Hartman consiguió un trabajo mayor cuando Mohs le recomendó al editor de deportes del Times y columnista Dick Cullum, quién necesitaba un interno de escritorio para los deportes. Cullum contrató a Hartman, en lo que fue el principio de una carrera de deportes que duraría por más de 75 años.

### Minneapolis Lakers
A sus 27 años en 1947, Hartman llegó a ser el director general suplente de los Minneapolis Lakers. Hartman ayudó a construir lo que sería la primera dinastía en la NBA.

## Columnista de deportes
Hartman fue un columnista de deportes popular,  ampliamente leído y ampliamente escuchado durante su carrera. Por siete décadas, Hartman sirvió como la "voz radiofónica y de impresión de deportes en Minnesota." Las columnas que él escribía eran fuertes en informar, mientras su escritura era menos admirada. Dick Cullum, el primer editor de Hartman, lo explicó de este modo: "los escritores se encuentran por docena, pero los reporteros son imposibles de encontrar."  Steve Rushin de Sports Ilustrated observó que "el inglés a veces parece ser su segundo idioma." El 11 de septiembre de 1945, Hartman escribió su primera columna para el diario Star Tribune de Minneapolis y continuó escribiendo columnas con el diario hasta su muerte en 2020.
Desde 1955 hasta su muerte, Hartman también apareció como un comentarista deportivo radiofónico en la Radio WCCO de Minneapolis. Uno de los elementos de su estilo -a menudo caricaturizado por cómics locales y otras personalidades radiofónicas- era su hábito mientras entrevistaba una figura deportiva de referencia, tratarlo como "mi personal amigo cercano". A través de los años, sus "personales amigos cercanos" incluyen a George Steinbrenner, Bob Knight, Lou Holtz, y Carl Yastrzemski.

## Tributos
Una estatua de Hartman fue revelada en el exterior del Target Center en Minneapolis centro el 10 de octubre de 2010.  Los Minnesota Vikings honraron a Hartman por nombrar la entrada de los medios de comunicación en el Estadio U.S. Bank en su honor, con fotos de Hartman adornando la entrada de medios de comunicación del estadio. También nombraron la habitación de entrevista en su nuevo centro de prácticas en Eagan, Minnesota, en su honor.  Además, una pizza -el Especial de Sid- fue nombrado en tributo a él, en el restaurante italiano Vescio´s en Dinkytown, Minneapolis (cerrado en marzo de 2018).  Una estatua de Hartman está también ubicada en el exterior de Target Field. Además de tener una entrada en el Estadio U.S. Bank nombrado en su honor, Hartman también tendría habitaciones de medios de comunicación en Target Field nombrado en su honor.
La Universidad de Minnesota rebautizó la caja de prensa en su casa de fútbol del TCF Banck Stadium la Caja de Prensa Sid Hartman el 17 de noviembre de 2018.  La Universidad emitió una nota de prensa diciendo, "La Caja de Prensa Sid Hartman es un tributo a su trabajo, su vida y su legado."

## Vida personal
El nombre de Hartman estuvo entre decenas de miles en la lista de clientes del Esquema Ponzi de Bernie Madoff. No fue públicamente sabido cuánto dinero, si es que había, Hartman perdió con Madoff cuando el fraude $50 mil millones fue expuesto a finales de 2008.
Hartman se casó con Barbara Balfour en 1964. Más tarde se divorciaron en 1972. El hijo de Hartman, Chad también tuvo un show radiofónico en WCCO.  También tenía una hija adoptada, Chris Schmitt. Hartman describió al anterior jugador de los Lakers, anterior entrenador de los Vikings y frecuente invitado radiofónico Bud Grant, a quien conocía desde 1945, cuando su "personal amigo cercano". Fue también el que introdujo a Grant al Salón de la Fama del Fútbol Americano Profesional en 1994.
En diciembre de 2016, Hartman fue hospitalizado en Minneapolis después de caerse y romper su cadera derecha. Tuvo una cirugía para reparar su cadera al día siguiente. Como resultado, Hartman anunciado que sus columnas estarían momentáneamente suspendidas.  Regresó a trabajar el 13 de enero de 2017, asistiendo a la conferencia noticiosa del nuevo entrenador de fútbol de los Gophers, P. J. Fleck.
Hartman cumplió 100 en marzo de 2020. Tenía 21.149 firmas para aquel entonces. El reconocido miembro del Salón de la Fama de Minnesota Twins, Rod Carew, lo describió como su "amigo" y "el único tipo en quién confié cuando estaba en Minnesota, con quién podía hablar y no preocuparme sobre eso." El miembro del Salón de la Fama de Minnesota Vikings, el atacante Fran Tarkenton describió a Hartman como su "mejor amigo en Minnesota" y "el periodista deportivo más grande, sincero y cercano que he conocido".
Hartman también conoció al renombrado músico local Prince, en el momento que se preparaba para su espectáculo de medio tiempo del Super Bowl XLI.

## Muerte
El 18 de octubre de 2020, Hartman falleció a la edad de 100 años. Su columna final, una entrevista al recibidor de los Minnesota Vikings, Adam Thielen, fue publicada por el Star Tribune ese mismo día. Thielen, Randy Moss y los dueños de los Vikings Mark y Zygi Wilf estuvieron entre los que pagaron tributo, junto con numerosos jugadores y ejecutivos del Minnesota Twins, Minnesota Timberwolves y el dueño de los Lynx Glen Taylor, el entrenador de los Timberwolves Ryan Saunders, los voceros del equipo de baloncesto y el equipo masculino de fútbol de los Minnesota Golden Gophers y el gobernador de Minnesota Tim Walz.

## Trabajos
Hartman Publicó dos libros: 
- Sid!: Las Leyendas del Deporte, Exclusivas Internas y los Personales Amigos Cercanos, es una autobiografía  de Sid Hartman.[36] El libro habla de muchos acontecimientos en la escena de deportes de Minnesota desde 1940.[37]
- Los Mayores Momentos Deportivos de Minnesota de Sid Hartman[38]